# Whataburger
Whataburger è una catena regionale statunitense di fast food specializzata in hamburger, con sede a San Antonio, Texas. 
Il menù dell’azienda è incentrato principalmente su hamburger a base di carne bovina, tra cui il Whataburger, il Whataburger Jr., il Triple Meat Whataburger, il Bacon & Cheese Whataburger e il Justaburger. Sono disponibili anche opzioni prive di carne bovina, come il Whatachick’n. La colazione, servita nelle ore mattutine, include biscotti, salsiccia di maiale, bacon e uova.

## Storia

### Origini
Nel 1950, Harmon Dobson e Paul Burton decisero di aprire un ristorante di hamburger con l’obiettivo di creare un prodotto superiore, tanto grande da richiedere entrambe le mani per essere mangiato e così gustoso da far esclamare al primo morso: “What a burger!”. Nel giugno dello stesso anno, Dobson ottenne il marchio Whataburger e, nell’agosto seguente, i due inaugurarono il primo punto vendita in Ayers Street a Corpus Christi, Texas, di fronte al Del Mar College.

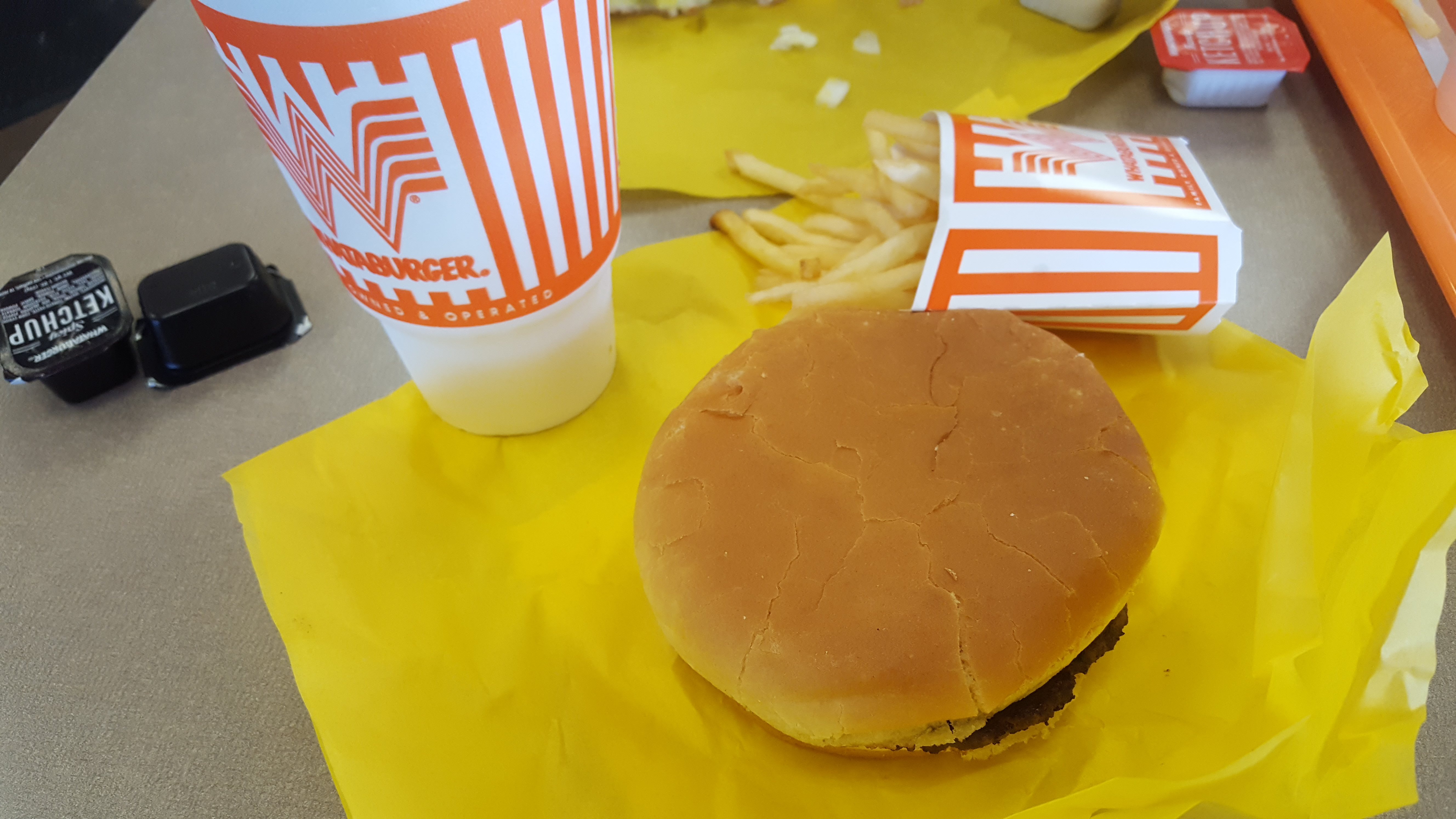
Un hamburger, patatine fritte e una bibita.

Il primo hamburger, venduto al prezzo di 25 centesimi e denominato semplicemente Whataburger, era composto da una polpetta da un quarto di libbra servita in un panino ampio con lattuga fresca, tre fette di pomodoro, quattro cetriolini sottaceto, cipolla tritata, ketchup e senape. La ricetta rimase pressoché invariata nel tempo, fatta eccezione per la successiva rimozione del ketchup. Il menù includeva anche bibite analcoliche e patatine.
Nel 1951, la collaborazione tra Dobson e Burton si concluse a seguito di dissidi sull’aumento del prezzo dell’hamburger da 25 a 30 centesimi deciso da Dobson; Burton ottenne la gestione dei franchise situati a San Antonio, Texas. Alcuni mesi dopo, il prezzo degli hamburger salì ulteriormente a 35 centesimi.

### Espansione
Nel 1952, Dobson aprì un nuovo ristorante a Kingsville, Texas, il primo al di fuori di Corpus Christi, mentre nel 1953 Joe Andrews Sr. divenne il primo affiliato non fondatore aprendo un punto vendita ad Alice, Texas. Nel 1959, Whataburger oltrepassò per la prima volta i confini statali inaugurando un ristorante a Pensacola, in Florida.

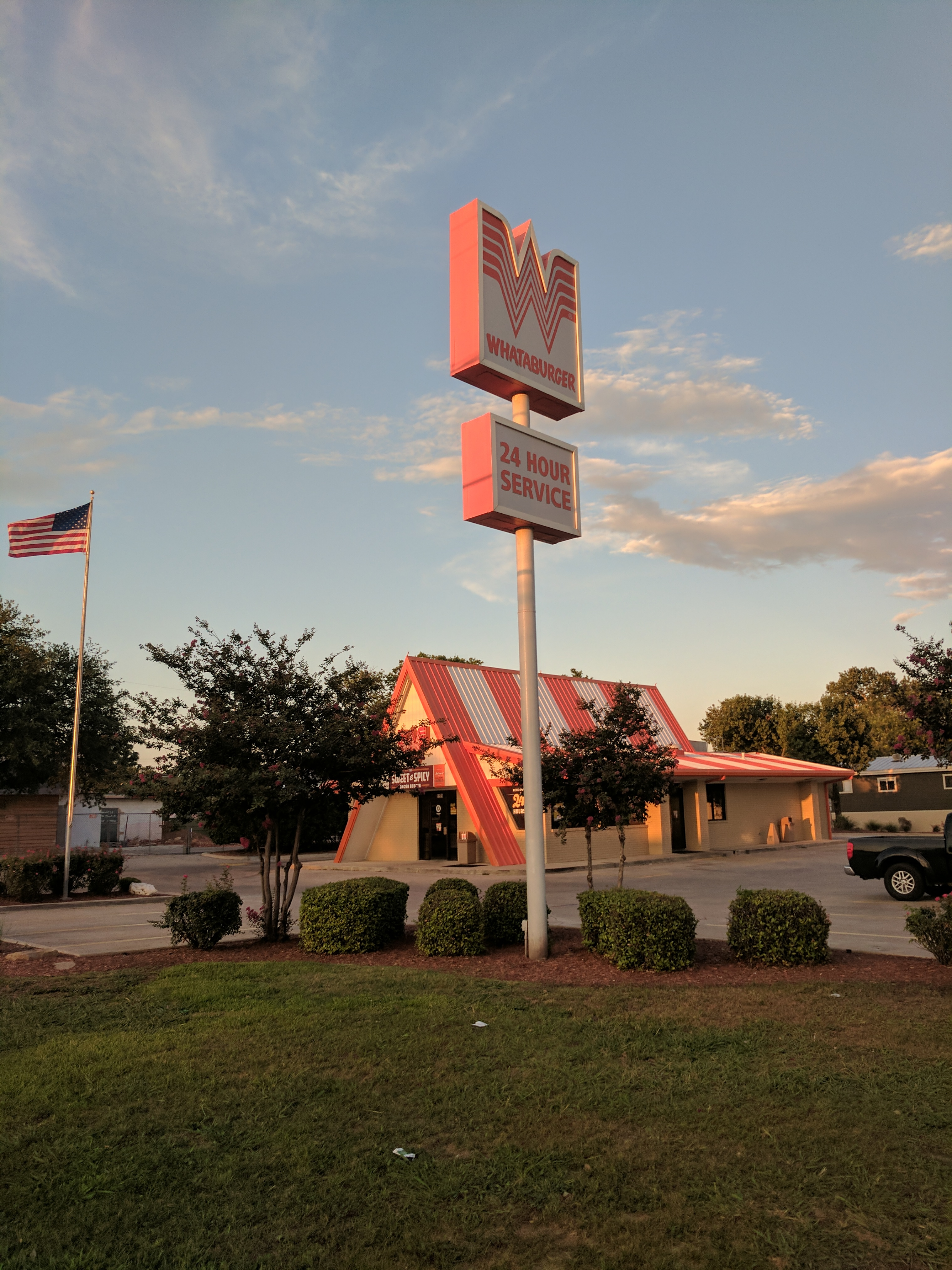
Ristorante Whataburger ad Austin, Texas.

Entro il 1960, Whataburger contava già diversi punti vendita operativi in Texas, Florida e Tennessee. Ispirato dalla sua passione per il volo, nel 1961 Harmon Dobson progettò il caratteristico edificio a forma di "A" con strisce arancioni e bianche, realizzato per la prima volta a Odessa, Texas. Nel 1962, l’azienda ampliò il proprio menù includendo patatine fritte e tortine calde, mentre l’anno successivo si espanse in Arizona, raggiungendo un totale di 26 ristoranti. Nel 1965, stimò di vendere circa 15.000 hamburger al giorno nella regione del Texas Coastal Bend. Nel 1967, l’azienda adottò il logo "Flying W" e si era ormai estesa a 40 ristoranti distribuiti in quattro stati.
L’11 aprile 1967, Dobson e un suo collaboratore morirono in un incidente aereo; da quel momento, la gestione dell’azienda passò alla vedova di Dobson, Grace, che nel 1969 divenne presidente del consiglio di amministrazione.
Nel 1971, Whataburger aprì il suo primo ristorante con servizio drive-through, mentre nel 1972 inaugurò il centesimo punto vendita. Nel 1974, il design originale a forma di "A" venne aggiornato al cosiddetto "Modern A-Frame", una versione modificata per accogliere i drive-through e sale da pranzo più ampie.
Nel 1982, tre sedi di Corpus Christi avviarono l’attività 24 ore su 24, 7 giorni su 7. Nel 1983, l’azienda ampliò il menù introducendo il Breakfast on a Bun, il panino Whatachick’n e i taquitos per la colazione. Nel 1987, raggiunse il traguardo del 400º punto vendita e, nello stesso anno, cessò le proprie operazioni in California.
Nel 1993, Tom Dobson, figlio di Harmon e Grace Dobson, assunse il ruolo di amministratore delegato e presidente. Durante il suo mandato, il menù venne ulteriormente ampliato con l’introduzione dei pacchetti Whatameal, biscotti, panini e strisce di pollo. Nel 1995, l’azienda celebrò l’apertura del 500º ristorante e fu riconosciuta come l’ottava catena di hamburger più grande degli Stati Uniti.
L’8 agosto 2000, Whataburger celebrò il suo 50º anniversario con 575 punti vendita attivi mentre nel 2001, durante la 77ª sessione legislativa del Texas, venne approvata una legge che dichiarò ufficialmente Whataburger un “Tesoro del Texas”.
Nel 2003, l’azienda assunse l’agenzia pubblicitaria McGarrah Jessee, con sede ad Austin, che sviluppò una campagna pubblicitaria caratterizzata dalla voce roca dell’attore dell’Ohio William Bassett.
Nell’ottobre 2011, l’azienda modificò il formato delle sue pubblicità televisive, passando dalle narrazioni di Bassett a spot in stile documentario, in cui dipendenti e clienti raccontavano in prima persona cosa rendeva speciale Whataburger. Entro la fine dell’anno, la catena contava 728 ristoranti attivi in dieci stati: 611 di proprietà della famiglia Dobson e 117 gestiti da circa 25 franchisee.

### Vendita della società

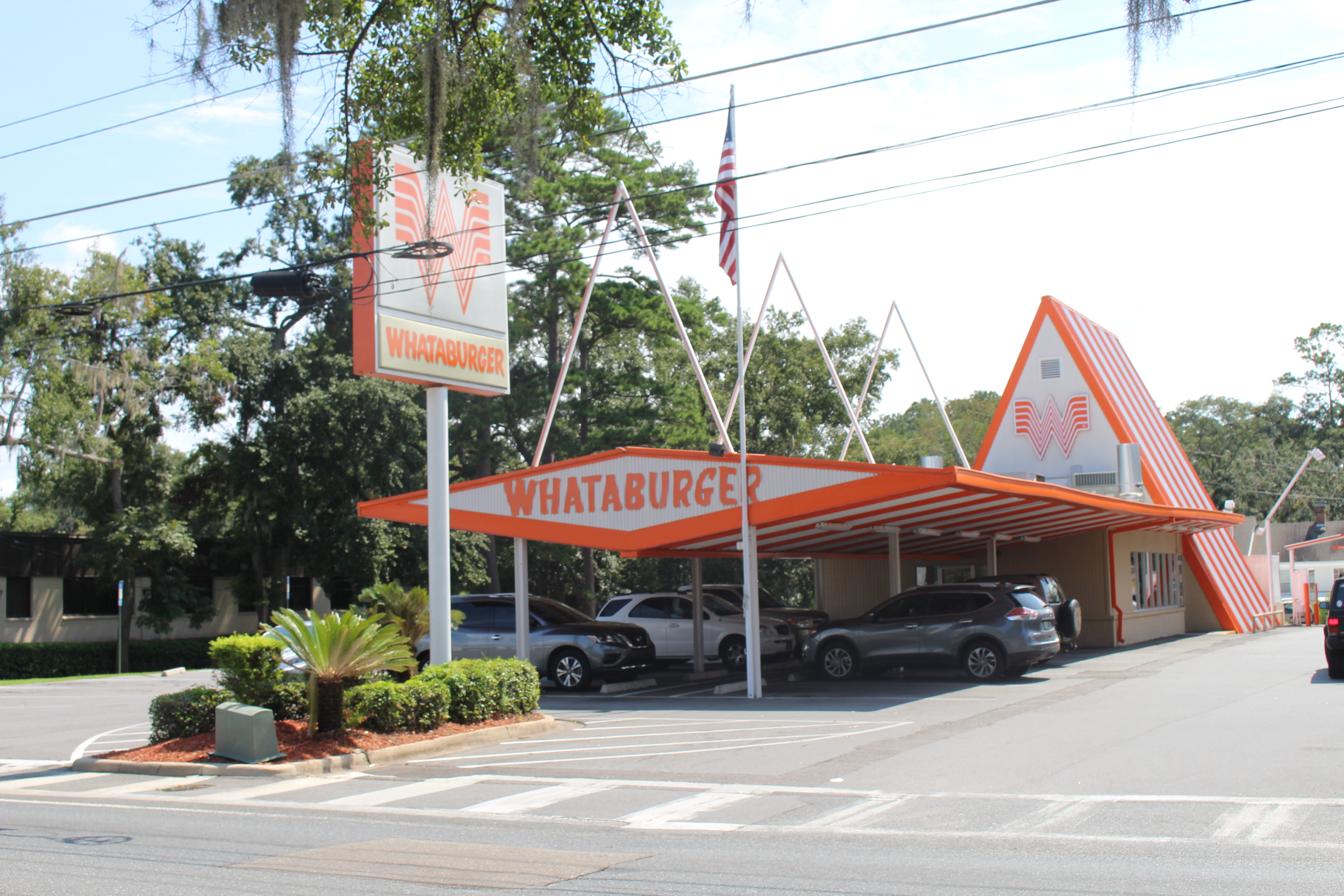
Thomasville Road a Tallahassee

Il 16 maggio 2019, American City Business Journals riportò che Whataburger aveva incaricato la banca d’investimenti Morgan Stanley di valutare una possibile vendita della società. Il 14 giugno dello stesso anno, la famiglia Dobson vendette la quota di maggioranza dell’azienda alla società d’investimento BDT Capital, con sede a Chicago, motivando la decisione con piani di espansione a lungo termine. La famiglia mantenne comunque una partecipazione di minoranza nell’impresa. Gran parte del management rimase in azienda, assumendo però nuovi ruoli, e Ed Nelson, allora direttore finanziario e controller, venne promosso a presidente. L’azienda confermò che la sede centrale sarebbe rimasta a San Antonio.
Il 1º agosto 2020, Ed Nelson venne nominato amministratore delegato di Whataburger.
A partire dal 2021, la catena avviò un’espansione nel Midwest, aprendo sedi nell’area metropolitana di Kansas City e Wichita, Kansas, comprese diverse località intermedie e, più a nord, anche a St. Joseph. Il 5 gennaio 2022, venne inaugurato il primo di otto ristoranti previsti nel Middle Tennessee, nella località di Hermitage, segnando il ritorno del marchio nell’area di Nashville dopo decenni di assenza. Nel marzo 2022, l’azienda annunciò l’intenzione di aprire sedi nell’area metropolitana di Atlanta; la prima venne inaugurata nel novembre successivo a Kennesaw. A maggio 2024, Whataburger annunciò piani di espansione con sei nuovi ristoranti previsti in Carolina del Nord e nove in Carolina del Sud.